# Serge Bloch
Pour les articles homonymes, voir Bloch.
Serge Bloch, né le 18 juin 1956 à Colmar, est un illustrateur français. Il vit à Paris. Il est le créateur de Max et Lili et de SamSam. Il dessine pour la presse internationale, et pour l’édition de livres destinés à la jeunesse.

## Biographie
Issu d'un père boucher-charcutier, Serge Bloch passe son enfance à Colmar, où il reçoit « une éducation un peu religieuse » dispensée par Simon Fuks, dont le souvenir l'a marqué positivement. En 1976, il entre à l'atelier d'illustration de Claude Lapointe à l'École supérieure des arts décoratifs de Strasbourg, puis commence à travailler pour la presse enfantine.
Il a été notamment rédacteur en chef visuel du journal Astrapi. Il est également dessinateur de presse et travaille pour différents quotidiens comme The Washington Post, The Wall Street Journal, The New York Times, The Boston Globe, Los Angeles Times, Télérama, La Croix, etc.
Il est l'illustrateur de plusieurs dizaines d'ouvrages jeunesse, dont la série Max et Lili commencée en 1992 (Éd. Calligram, 122 tomes parus en février 2020), sur des textes de Dominique de Saint Mars et la série Enquête au collège, écrite par Jean-Philippe Arrou-Vignod. En 1987, il devient directeur artistique chez Bayard jeunesse et par la suite signe les illustrations de Dessine-moi la Bible sur des textes de son collègue Frédéric Boyer, qui est suivi de Jésus, l'histoire d'une Parole.
Il est l'auteur-l'illustrateur de plusieurs ouvrages, dont la série de bande dessinée SamSam, du personnage éponyme initialement créé dans le mensuel pour enfants Pomme d'Api et héros d'une série télévisée d'animation. Cette série commence en 2000. En 2018, il livre son autobiographie dans Rue de l'ours avec Marie Desplechin.
En 2005, il reçoit le prix Baobab du Salon du livre et de la presse jeunesse de Montreuil pour Moi j’attends de Davide Cali (Éditions Sarbacane).
En 2005, il reçoit la médaille d'or de la Society of Illustrators, lors de sa 47e exposition annuelle.
En 2007, il reçoit le Bologna Ragazzi Award, catégorie non Fiction,, de la Foire du livre de jeunesse de Bologne pour ses illustrations de L’encyclopédie des cancres, des rebelles et autres génies de Jean-Bernard Pouy (Gallimard Jeunesse).

## Quelques ouvrages

### Auteur et illustrateur
Série
- série SamSam, Bayard jeunesse

Autre
- Le collectionneur, Bayard images, 2012

### Illustrateur
Séries
- série Max et Lili, texte de Dominique de Saint-Mars
- série Enquête au collège, texte de Jean-Philippe Arrou-Vignod, Gallimard jeunesse
- série Zouk, texte de Nicolas Hubesch
- série Bravo Léo !, texte de Thierry Lenain, Nathan

1. Crocodébile, 1996
2. Tête de grenouille, 1997

Autre
- Mystère, texte de Marie-Aude Murail, Gallimard, 1987
- Merci moustique !, texte de Thierry Lenain, Nathan, 1997
- Sam et son papa[6], Bayard éditions, 1998
- Silence, les monstres !, texte de Thierry Lenain, Nathan, 1999
- Au secours les anges ! [7], texte de  Thierry Lenain, Nathan, 2000 ; rééd. Les 400 coups, 2007
- Tempête à la maison, texte de Jo Hoestlandt, Bayard jeunesse, 2003
- Graine de bébé, texte de Thierry Lenain, Nathan, 2003
- Moi j’attends[2], texte de Davide Cali, Éditions Sarbacane, 2005
- Le Petit oiseau qui chantait faux, de Renaud Sechan, animé par Gérard Lo Monaco, sur une musique d'Eduardo Makaroff et Paul Lazard, Éditions Naïve Records, 2005  (ISBN 2-3502-1024-3)
- Catalogue de bêtises (très) culottées, texte de Élisabeth Brami, Seuil jeunesse, 2013
- Eux, c'est Nous[8], texte de Daniel Pennac, Jessie Magana et Carole Saturno, Les éditeurs jeunesse avec les réfugiés, 2015 (ouvrage dont les revenus de la vente sont intégralement versés à la Cimade)[9].
- La rue de l'ours, texte de Serge Bloch et Marie Desplechin, L'Iconoclaste, 2018
- Jésus : l'histoire d'une parole (auteur : Frédéric Boyer), Bayard, coll. « BD Religieux », octobre 2020, 291 p. (ISBN 978-2-227-49586-9)
- Monsieur Paul et le poisson Alfred, texte de Sylvie Neeman, l'École des loisirs, 2022

## Adaptation de son œuvre

### En série animée
- SamSam, d'après sa série de bande dessinée éponyme, série française, 2 saisons, 91 épisodes, 2007-2010.